# Cardia (anatomie)
Pour les articles homonymes, voir Cardia.

Diagramme de l'estomac.

Le cardia (ou jonction gastro-œsophagienne) est l'entrée de l'estomac, les aliments y pénétrant après avoir parcouru l'œsophage. 
Son nom vient du grec kardia, cœur. De là vient l'expression mal au cœur synonyme de nausée.

## Description
Le cardia constitue la zone de transition entre les muqueuses œsophagienne (malpighienne) et gastrique (cylindrique). C'est une zone dite « de haute pression » située entre le sphincter inférieur de l’œsophage et le diaphragme crural (cardia anatomique).

## Pathologies
- Le cardia est parfois mal constitué ou dysfonctionnel chez le nouveau-né qui régurgite alors facilement.
- Le reflux gastro-œsophagien (RGO) est le passage du contenu gastrique à travers le cardia, hors du cas d'effort de vomissement. Il existe un RGO physiologique, notamment en postprandial, cependant il peut être pathologique et les causes peuvent être une anomalie de la tonicité du sphincter œsophagien inférieur ou bien, une obésité ou des anomalies dans les systèmes anti-reflux du cardia.
- La hernie hiatale par glissement est le passage du cardia remontant à travers l'orifice hiatal du diaphragme.
- Le cancer du cardia est en augmentation depuis les années 1980, surtout chez les hommes (les femmes sont sept fois moins touchées). Il est généralement déduit du fait que le patient n'arrive plus à digérer d'aliments solides et donc d'une perte de poids. Il est confirmé par écho-endoscopie (sonde haute fréquence) et traité chirurgicalement ou par radiothérapie. Les causes de ce cancer sont assez variées, mais certaines sont prédominantes comme le reflux gastro-œsophagien (RGO) ou encore la consommation répétée d'alcool.